# Мішеніно (Сафоновський район)
Мішеніно (рос. Мишенино) — присілок Сафоновського району Смоленської області Росії. Входить до складу Беленінського сільського поселення.
Населення — 409 осіб (2007 рік). 